# B5 (association)
Pour les articles homonymes, voir B5.
B5 est le raccourci de "Bretagne 5 départements", mouvement créé en  décembre 1974 par Yves Lainé,  Yann Poupinot et Michel François pour apporter la démonstration de la pertinence d'une région Bretagne à 5 départements  c’est-à-dire en y incluant la Loire-Atlantique actuellement dans la région Pays de la Loire. La région administrative bretonne à 4 départements est le résultat d'un découpage au départ simplement technique de 1955 (avec un premier découpage économique similaire en 1941 pendant le régime de Vichy, annulé après la Libération) découpage qui a ensuite servi de cadre lors des différentes décentralisations des années 70 et surtout 80. 
En 1976, le mouvement réunit à Nantes près de 5 000 manifestants pour une Fête de l'Unité de la Bretagne qui remplit le Chateau des Ducs. Le mouvement fut suivi par la création du CUAB devenue ensuite Bretagne réunie, toujours avec le même objet. Avant B5 existait le mouvement plus sentimental de Nantes en Bretagne animé par le peintre Michel Noury.